# 닌텐도 스위치 프로 컨트롤러
닌텐도 스위치 프로 컨트롤러(영어: Nintendo Switch Pro Controller, 일본어: Nintendo Switch Proコントローラー)는 닌텐도가 제작하고 판매하는 게임 컨트롤러로, 닌텐도 스위치를 지원한다. 굉장히 좋은 그립감을 자랑하는 동시에 조이스틱 갈림 문제, 십자키 오입력 문제 등 다양한 내구성 문제가 있다. 닌텐도 스위치 프로 컨트롤러는 2016년 10월 20일 닌텐도 스위치와 함께 공개되었으며 2017년 3월 3일에 출시되었다.